# Canton de Valbonnais
Le canton de Valbonnais est une ancienne division administrative française située dans le département de l'Isère, en région Auvergne-Rhône-Alpes.

## Étymologie
Le canton de Valbonnais tire son nom de sa vallée principale, arrosée par la petite rivière de la Bonne, et appelée dans les actes anciens Vallis Bonnœ, vallée de la Bonne. Il comprend une autre vallée à l'ouest, au fond de laquelle coule la Roizonne.

## Géographie
Ce canton était organisé autour de Valbonnais dans l'arrondissement de Grenoble. Son altitude variait de 582 m (Siévoz) à 3 565 m (Valjouffrey) pour une altitude moyenne de 990 m. La commune de Valbonnais, située à 52 km au sud de Grenoble par La Mure et à 76 km par Bourg d’Oisans, était le chef-lieu du canton qui comprenait dix communes :
- Vallée de la Bonne
  - Entraigues
  - Valbonnais
  - Valjouffrey (dont le hameau de Valsenestre situé dans la vallée du Béranger)
- Vallée de la Malsanne
  - Chantelouve
  - Le Périer
- Vallée de la Roizonne (pays de Rattier)
  - Lavaldens
  - La Morte
  - La Valette
  - Oris-en-Rattier
  - Siévoz

Ce canton était limité dans sa plus grande partie par les crêtes des montagnes élevées qui entourent sa vallée principale. Ainsi au nord-est, il était séparé du canton du Bourg-d'Oisans par les montagnes qui dominent les communes d'Ornon et de Saint-Christophe-en-Oisans. Au sud, les montagnes du Valgaudemar le séparaient du département des Hautes-Alpes. Au sud-ouest, il était limité par le canton de Corps et par les montagnes de Corps et de Beaumont. À l'ouest, les montagnes de La Valette et de Lavaldens le séparaient du canton de La Mure.

## Histoire
- Le canton de Valbonnais s'appelait "Canton d'Entraigues" jusqu'au décret du 12 août 1935.
- De 1833 à 1848, les cantons de La Mure, de Corps et de Valbonnais (ex-Entraigues) avaient le même conseiller général[1].

## Représentation

### Conseillers d'arrondissement (de 1833 à 1940)
| Période                                  | Période              | Identité                                  | Étiquette   | Qualité |
| ---------------------------------------- | -------------------- | ----------------------------------------- | ----------- | --- |
| 1833                                     | 1845                 | Robert André-Blanc (1781-1851)            |             | Notaire, maire de Valbonnais                                                                                |
| 1845                                     | 1848                 | Joseph Jean Louis Champollion (1786-1860) |             | Notaire à Valbonnais, propriétaire à La Roche des Angelas                                                   |
|                                          |                      |                                           |             | |
|                                          | 1880 (démission)     | André Frédéric David                      | Républicain | Notaire, maire de Valbonnais                                                                                |
|                                          |                      |                                           |             | |
| av.1895                                  | 1901                 | François Étienne Grappe (1845-1911)       |             | Notaire à Oris-en-Rattier, propriétaire au Périer                                                           |
| 1901                                     |                      | M. Ruelle                                 |             | Maire de Lavaldens                                                                                          |
|                                          |                      |                                           |             | |
|                                          | 28 déc. 1938 (décès) | Albert Achille Royer                      | SFIO        | Instituteur à Grenoble, propriétaire à Lavaldens                                                            |
| 1939                                     | 1940                 |                                           |             | |
| 1940                                     |                      |                                           |             | Les conseils d'arrondissement ont été suspendus par la loi du 12 octobre 1940 et n'ont jamais été réactivés |
| Les données manquantes sont à compléter. |                      |                                           |             | |

### Conseillers généraux de 1833 à 2015
| Période      | Période           | Identité                            | Étiquette             | Qualité                                                                                 |
| ------------ | ----------------- | ----------------------------------- | --------------------- | --------------------------------------------------------------------------------------- |
| 1833         | 1834 (décès)      | Victor Faure                        |                       | Juge de paix à Grenoble Propriétaire à La Mure                                          |
| 1834         | 1836              | Jean-François Lesbros (1799-1868)   |                       | Notaire, Conseiller de préfecture Maire de La Mure                                      |
| 1836         | 1848              | Henri François Giroud (1799-1879)   |                       | Concessionnaire de mines à La Mure Receveur général des Basses-Pyrénées puis de l'Isère |
| 1848         | 1880              | Anselme Auguste Freynet (1821-1890) | Droite                | Propriétaire rentier à La Mure                                                          |
| 1880         | 1904              | André Frédéric David (1831-1911)    | Républicain           | Notaire, maire de Valbonnais, conseiller d'arrondissement                               |
| 1904         | 1932 (décès)      | Auguste Béthoux                     | Républicain puis Rad. | Notaire - Maire de Valbonnais                                                           |
| juillet 1932 | août 1932 (décès) | Paul Mistral                        | SFIO                  | Journaliste Maire de Grenoble (1919-1932) Député (1910-1932)                            |
| 1932         | 1940              | Albert Mathieu (1881-1960)          | Rad.                  | Maire de Valbonnais Nommé conseiller départemental en 1943                              |
|              |                   |                                     |                       |                                                                                         |
| 1945         | 1979              | Paul Mistral (fils de P.Mistral)    | SFIO puis PS          | Directeur de sociétés Sénateur (1955-1981) Maire de La Morte (1935-1971)                |
| 1979         | 2004              | Marcel Berthier (1935-2011)         | PS puis DVG puis DVD  | Commerçant itinérant Maire de Valbonnais (1965-2001) Conseiller régional (1986-1992)    |
| 2004         | 2015              | Alain Mistral                       | PS                    | Enseignant Maire de La Morte (2001-2012) Vice-Président du Conseil Général              |

## Composition
Le canton de Valbonnais groupait dix communes et comptait 1 743 habitants (recensement de 2011).
| Nom                    | Code Insee | Intercommunalité    | Superficie (km2) | Population (dernière pop. légale) | Densité (hab./km2) |
| ---------------------- | ---------- | ------------------- | ---------------- | --------------------------------- | ------------------ |
| Valbonnais (chef-lieu) | 38518      | CC de la Matheysine | 23,95            | 503 (2014)                        | 21                 |
| Chantelouve            | 38073      | CC de la Matheysine | 33,41            | 80 (2014)                         | 2,4                |
| Entraigues             | 38154      | CC de la Matheysine | 21,66            | 236 (2014)                        | 11                 |
| Lavaldens              | 38207      | CC de la Matheysine | 41,40            | 169 (2014)                        | 4,1                |
| La Morte               | 38264      | CC de la Matheysine | 19,45            | 136 (2014)                        | 7                  |
| Oris-en-Rattier        | 38283      | CC de la Matheysine | 18,83            | 112 (2014)                        | 5,9                |
| Le Périer              | 38302      | CC de la Matheysine | 47,99            | 144 (2014)                        | 3                  |
| Siévoz                 | 38489      | CC de la Matheysine | 7,37             | 132 (2014)                        | 18                 |
| La Valette             | 38521      | CC de la Matheysine | 7,87             | 73 (2014)                         | 9,3                |
| Valjouffrey            | 38522      | CC de la Matheysine | 72,56            | 151 (2014)                        | 2,1                |

## Démographie
| 1962  | 1968  | 1975  | 1982  | 1990  | 1999  | 2006  | 2011  | 2012  |
| ----- | ----- | ----- | ----- | ----- | ----- | ----- | ----- | ----- |
| 1 926 | 1 753 | 1 400 | 1 412 | 1 543 | 1 550 | 1 662 | 1 743 | 1 752 |

## Redécoupage des cantons de l'Isère en 2015
D'après la nouvelle carte des cantons de l'Isère présentée par le préfet Richard Samuel et votée par l'Assemblée départementale de l'Isère, le 23 novembre 2013 :
sur les 10 communes du canton de Valbonnais, 9 seront rattachées au nouveau canton de Matheysine-Trièves (La Mure). La Morte étant rattachée au nouveau canton d'Oisans-Romanche (Vizille).